# Islámské společenství v Bosně a Hercegovině
Islámské společenství v Bosně a Hercegovině (bosensky Islamska zajednica u Bosni i Hercegovini) je muslimská duchovní organizace v Bosně a Hercegovině, která vznikla roku 1882. V čele společenství stojí duchovní rada (Rijaset), které předsedá reisu-l-ulema.

## Organizační struktura
Islámské společenství je na území Bosny a Hercegoviny rozděleno do osmi diecézí (sg. muftijstvo v čele s muftím) s centry ve městech Sarajevo, Bihać, Travnik, Tuzla, Goražde, Zenica, Mostar a Banja Luka. Zvláštní postavení má vojenské muftijstvo, působící v ozbrojených složkách Bosny a Hercegoviny. Do ingerence společenství spadají i tři zahraniční diecéze (sg. mešihat, doslova úřad či rezidence, v čele s muftím); v Chorvatsku s centrem v Záhřebu (Islámské společenství v Chorvatsku, bosensky/chorvatsky Islamska zajednica u Hrvatskoj), ve Slovinsku s centrem v Lublani (Islámské společenství ve Slovinské republice, bosensky Islamska zajednica u Republici Sloveniji, slovinsky Islamska skupnost v Republiki Sloveniji) a v Srbsku s centrem v Novém Pazaru (Islámské společenství v Srbsku, bosensky/srbsky Islamska zajednica u Srbiji). Svrchovanost bosenskohercegovské islámské společnosti do jisté míry uznává i Islámské společenství v Černé Hoře (černohorsky Islamska zajednica u Crnoj Gori), které volí pouze mešihat a svého reisa. Černohorská organizace navíc využívá institucionální, personální a jinou výpomoc Islámského společenství v Bosně a Hercegovině. Naopak zcela nezávisle působí Islámské společenství Srbska (Islamska zajednica Srbije).

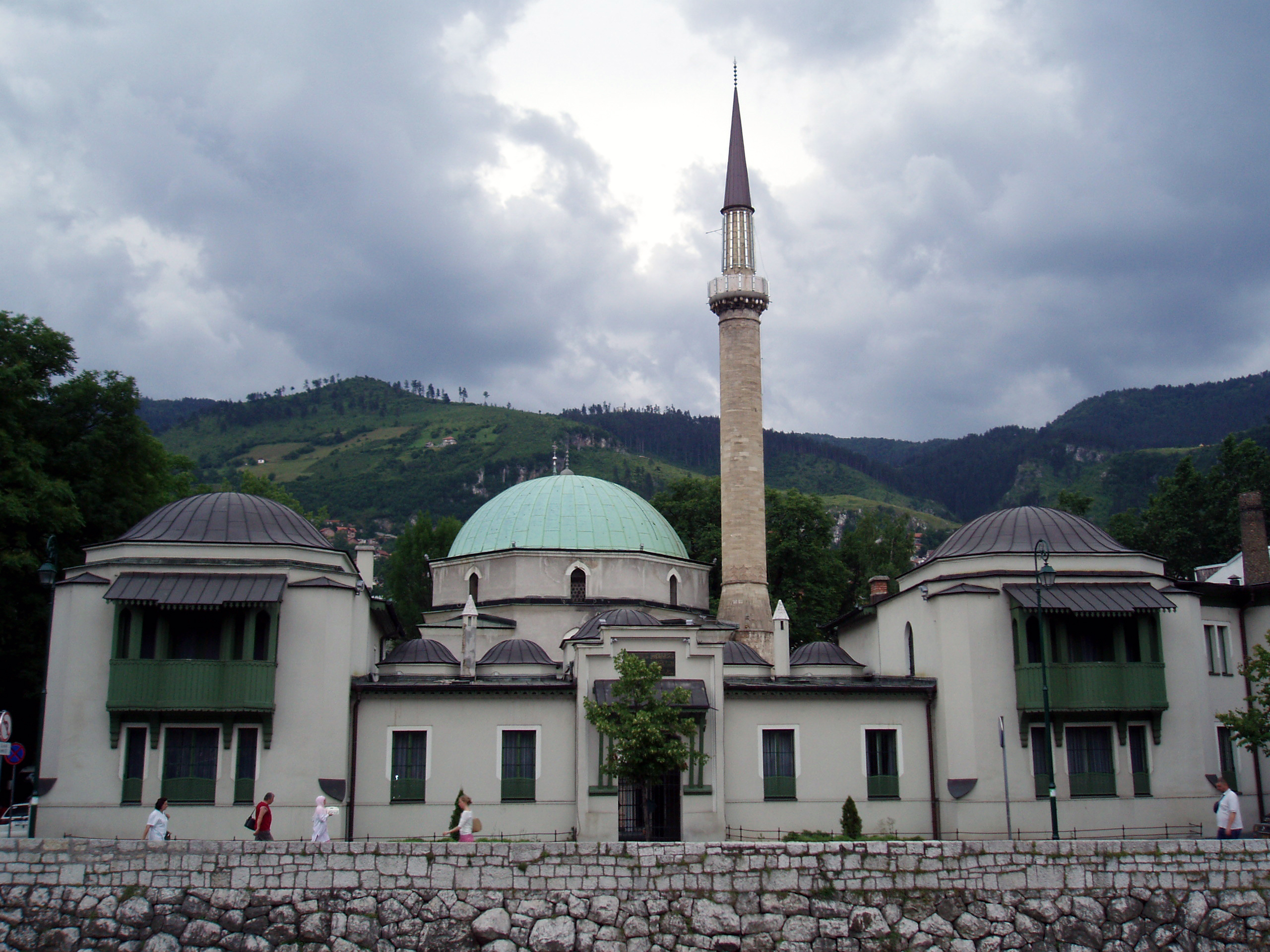
Carova mešita, sídlo Rijasetu Islámského společenství v Bosně a Hercegovině do roku 2022

Příslušníci Islámského společenství zakládají obce věřících (sg. džemat), které musejí mít při svém ustavení podporu alespoň dvou set domácností. Každý džemat si volí vlastní sněm (skupština džemata) a výbor (džematski odbor). Nejméně sedm džematů, případně jakýkoli počet džematů v jednom okrese či obci zakládá medžlis s vlastním sněmem (skupština medžlisa) a výkonným výborem sněmu (izvršni odbor medžlisa). Více medžlisů pak tvoří muftijstvo, jež vede muftí jmenovaný reisu-l-ulemou. Samotného reisu-l-ulemu jednou za sedm let vybírá Sněm Islámského společenství (Sabor Islamske zajednice), složený z 87 delegátů z Bosny a Hercegoviny i ze zahraničí.
Hlavní organizační změny v Islámské společenství (rok přijetí právních či jiných předpisů):
- 1878: muftí ve městech Banja Luka, Bihać, Cazin, Mostar, Travnik, (Donja) Tuzla, Sarajevo, Rogatica a Tešanj
- 1882: rakouským císařem jmenován první reisu-l-ulema v Sarajevu a současně i duchovní rada (Rijaset), složená ze zástupců kléru (Ulema-medžlis) a reisu-l-ulemy (ten je zároveň i sarajevským muftím)
- 1909: věřícími zvolen první reisu-l-ulema v Sarajevu, muftí ve městech Banja Luka, Bihać, Mostar, Travnik, (Donja) Tuzla a Sarajevo
- 1930: Islámské společenství přejmenováno na Islámskou náboženskou společnost (Islamska v(j)erska zajednica), tvoří ji Vakufsko-mearifská rada a Ulema-medžlis v Sarajevu (muftí ve městech Banja Luka, Tuzla, Sarajevo a Mostar) a Vakufsko-mearifská rada a Ulema-medžlis ve Skopji (muftí ve městech Skopje, Bitola, Prizren, Novi Pazar a Pljevlja), oběma nadřazena Vrchní náboženská rada starších (Vrhovno v(j)ersko star(j)ešinstvo) v čele s reisu-l-ulemou v Bělehradě
- 1936: úřady muftí zrušeny (po formální stránce je nahradil fatwá al-amín, bosensky fetva-i-emin, duchovní pověřený vydáváním nábožensko-právních dobrozdání), nadále působí Vakufsko-mearifská rada a Ulema-medžlis v Sarajevu a Vakufsko-mearifská rada a Ulema-medžlis ve Skopji, oběma nadřazena Vrchní náboženská rada starších v čele s reisu-l-ulemou v Sarajevu
- 1947: v čele společnosti stojí Vrchní islámská rada starších (Vrhovno islamsko star(j)ešinstvo) v čele s reisu-l-ulemou v Sarajevu, úřady muftí nejsou neobnoveny
- 1959: Ulema-medžlisy a Vakufsko-mearifské rady v Sarajevu a Skopji zrušeny
- 1969: obnovení úřadů muftí, Islámská náboženská společnost přejmenována na Islámské společenství (Islamska zajednica)
- 1990: zřízeny mešihaty a Rijaset namísto Vrchní islámské rady starších
- 1993: muftí ve městech Banja Luka, Bihać, Goražde, Mostar, Travnik, Tuzla, Sarajevo a Zenica (od 1999 také vojenský muftí a od 2018 muftí pro Evropu)

Bosenskohercegovští muslimové se rovněž podíleli na vzniku více duchovních obcí ve střední Evropě. Například Husein Hilmi-efendija Durić (1887–1940) byl vojenským imámem v rakousko-uherské armádě a poté muftím (1934–1936) islámského společenství v Maďarsku (Magyar Mohamedán Egyházközséget). Salih Hadžiosmanović a Sabit Smajlbegović aktivně pomohli založení české muslimské obce (Moslimská náboženská obec) ve 30. letech 20. století.

## Předpisy upravující činnost Islámského společenství
- 1909 Statut samosprávy v islámských náboženských a vakufsko-meárifských zaležitostech v Bosně a Hercegovině (Štatut za autonomnu upravu islamskih vjerskih i vakufsko-mearifskih poslova u Bosni i Hercegovini)[9]
- 1930 Zákon o Islámské náboženské společnosti (Zakon o Islamskoj verskoj zajednici)[10][11]
- 1930 Ústava Islámské náboženské společnosti Království Jugoslávie (Ustav Islamske verske zajednice Kraljevine Jugoslavije)[12]
- 1936 Ústava Islámské náboženské společnosti Království Jugoslávie (Ustav Islamske verske zajednice Kraljevine Jugoslavije)[13]
- 1947 Ústava Islámské náboženské společnosti ve Federativní lidové republice Jugoslávii (Ustav Islamske vjerske zajednice u Federativne Narodne Republike Jugoslavije)[14]
- 1953 Zákon o právním postavení náboženských společností (Zakon o pravnom položaju verskih zajednica)
- 1959 Ústava Islámské náboženské společnosti ve Federativní lidové republice Jugoslávii (Ustav Islamske vjerske zajednice u Federativne Narodne Republike Jugoslavije)[15]
- 1969 Ústava Islámské náboženské společnosti v Socialistické federativní republice Jugoslávii (Ustav Islamske zajednice u Socijalističkoj Federativnoj Republici Jugoslaviji)[16]
- 1976 Zákon o právním postavení náboženských společností Socialistické republiky Bosny a Heregoviny (Zakon o pravnom položaju vjerskih zajednica SRBiH)
- 1990 Ústava Islámského společenství v Socialistické federativní republice Jugoslávii (Ustav Islamske zajednice u Socijalističkoj Federativnoj Republici Jugoslaviji)[17]
- 1993 Ústavní akt Islámského společenství Republiky Bosny a Hercegoviny (Ustavna odluka Islamske zajednice Republike Bosne i Hercegovine)[18]
- 1997 Ústava Islámského společenství v Bosně a Hercegovině (Ustav Islamske zajednice u Bosni i Hercegovini)[7][8]
- 2004 Zákon o svobodě náboženského vyznání a právním postavení církví a náboženských společností v Bosně a Hercegovině (Zakon o slobodi vjere i pravnom položaju crkava i vjerskih zajednica u Bosni i Hercegovini)[19]

## Předpisy upravující činnost šarí‘atských soudů
- Naredba o ustrojstvu i djelokrugu šerijatskih sudova (Zbornik zakona i naredaba za BiH, 1883, č. 7220)
- Naredba kojom se proširuje nadležnost šerijatskih sudova u muhamedanskim ostavinskim poslovima (Zbornik zakona i naredaba za BiH, 1885, č. 2442)
- Naredbu o ustrojenju (organizaciji) kotarskih sudova u Bosni i Hercegovini (Zbornik zakona i naredaba za BiH, 1906, č. 354)
- Naredba o ovlaštenju šerijatskih sudova da mogu ovjeravati potpise stranaka islamske vjere (Zbornik zakona i naredaba za BiH, 1906, č. 72.421)
- Zakon o uređenju redovnih sudova za Kraljevinu Srba, Hrvata i Slovenaca (Službene novine Kraljevine Srba, Hrvata i Slovenaca, č. I–LXII, prvo polugođe, 1929)
- Zakon o uređenju šerijatskih sudova i o šerijatskim sudijama (Službene novine Kraljevine Srba, Hrvata i Slovenaca, č. I–LXII, prvo polugođe, 1929)
- Zakonske odredbe o izricanju osuda, o nazivima sudova i sudaca i o upotrebi čistog hrvatskog jezika kod sudova (Zbornik zakona i naredaba Nezavisne Države Hrvatske, 1941, sv. I–XII, č. 1–1258, roč. I)
- Zakonska odredba o izmjeni Zakona o uređenju šerijatskih sudova i o šerijatskim sucima od 31. marta 1929. godine (Zbornik zakona i naredaba Nezavisne Države Hrvatske, 1941, sv. I–XII, č. 1–1258, roč. I)
- Zakon o ukidanju šerijatskih sudova na području NR Bosne i Hercegovine (Službeni list Narodne Republike Bosne i Hercegovine, č. 10/46 a 12/46)

## Seznam nejvyšších duchovních představitelů od roku 1878
Nejvyšší radou Islámského společenství je Rijaset, který v současné době tvoří 8 osob, mezi nimi reisu-l-ulema, zástupce reisu-l-ulemy a 5 ředitelů jednotlivých správních sekcí (pro náboženské záležitosti, vzdělání a vědu, ekonomické a finanční záležitosti, právní a administrativní záležitosti a vnější vztahy a diasporu). Náboženskými otázkami se zabývá Rada muftí (Vijeće muftija), v níž od dubna 2018 zasedá 15 muftí (9 z Bosny a Hercegoviny: banjalucký, bihaćský, goraždanský, mostarský, sarajevský, travnický, tuzlanský, zenický a vojenský + 6 ze zahraničí: australský, chorvatský, německý, severoamerický, slovinský a srbský) a reisu-l-ulema se svým zástupcem.

### Reisu-l-ulema
- 1882–1893 Mustafa Hilmi-efendija Hadžiomerović (1816–1895), reisu-l-ulema v Sarajevu, jmenován 17. října a uveden do úřadu 15. prosince
- 1893–1909 Mehmed Teufik-efendija Azabagić (1838–1918), reisu-l-ulema v Sarajevu, jmenován 25. října a uveden do úřadu 20. listopadu
- 1909–1910 místo uprázdněno, Ahmed Munib-efendija Korkut (1848?–1925), náib (náměstek)
- 1910–1912 háfiz Sulejman-efendija Šarac (1850–1927), reisu-l-ulema v Sarajevu, uveden do úřadu 30. června, mandátu se vzdal předčasně po narůstajícím napětí s politickým vedením bosenskohercegovských muslimů
- 1912–1914 místo uprázdněno, Mehmed Teufik-efendija Okić (1870–1932), náib (náměstek), roku 1913 zvolen v obou volbách hadži Mehmed Džemaluddin-efendija Čaušević, ale do úřadu vstoupil roku 1914
- 1914–1930 hadži Mehmed Džemaluddin-efendija Čaušević (1870–1938), reisu-l-ulema v Sarajevu, první volba reisu-l-ulemy zrušena, podruhé zvolen 27. října 1913 a uveden do úřadu 26. března 1914, mandátu se vzdal předčasně pro nesouhlas se shora prosazovanou reformou islámského společenství
- 1930–1936 háfiz Ibrahim-efendija Maglajlić (1861–1936), reisu-l-ulema v Bělehradě, jmenován 12. června a uveden do úřadu 31. října, jmenovací listina, manšúrá, byla předána v Bajraklijské mešitě v Bělehradě, nikoli v Císařské mešita v Sarajevu jako dosud
- 1936–1938 místo uprázdněno, úřadem pověřen náib Vrchní náboženské rady starších v Bělehradě Salih Safvet Bašić (1886–1948), resp. náib v Sarajevu Fehim-efendija Spaho (1877–1942) a náib ve Skopji Fevzija-ef. Hadžihamzić
- 1938–1942 Fehim-efendija Spaho (1877–1942), reisu-l-ulema v Sarajevu, jmenován 23. dubna a uveden do úřadu 9. června, zemřel v úřadu
- 1942–1947 místo uprázdněno, úřadem pověřen Salih Safvet Bašić (1886–1948)
- 1947–1957 Ibrahim-efendija Fejić (1879–1962), reisu-l-ulema v Sarajevu, jmenován 26. srpna a uveden do úřadu 12. září, jmenovací listina, manšúrá, byla předána v Gazi Husrev-begově mešitě, nikoli v Císařské mešita jako dosud
- 1957–1975 Sulejman-efendija Kemura (1908–1975), reisu-l-ulema v Sarajevu, jmenován 15. listopadu a uveden do úřadu 8. prosince, zemřel v úřadu
- 1975–1987 Naim-efendija Hadžiabdić (1918–1987), reisu-l-ulema v Sarajevu, jmenován 22. března a uveden do úřadu 18. května, zemřel v úřadu
- 1987–1987 místo uprázdněno, Ferhat-efendija Šeta, náib
- 1987–1989 háfiz Husein-efendija Mujić (1918–1993), reisu-l-ulema v Sarajevu, jmenován 31. října a uveden do úřadu 11. prosince, mandátu se vzdal předčasně po tlaku reformě smýšlejících imámů
- 1990–1991 místo uprázdněno, úřadem pověřen Jakub-efendija Selimoski (1946–2013)
- 1991–1993 Jakub-efendija Selimoski (1946–2013), reisu-l-ulema v Sarajevu, jmenován 9. března, koncem června 1993 natrvalo opustil Sarajevo, čímž se de facto rozpadlo Islámské společenství v SFRJ
- 1993–1996 dr. Mustafa-efendija Cerić (* 1952), náib a de facto reisu-l-ulema, jmenován 28. dubna 1993 jako představitel bosenskohercegovských muslimů, od 1991 přitom pobýval a přednášel v Malajsii, během války úřadoval v Záhřebu
- 1996–2012 dr. Mustafa-efendija Cerić (* 1952), reisu-l-ulema v Sarajevu, uveden do úřadu 5. srpna 1996
- 2012–dosud Husein-efendija Kavazović (* 1964), reisu-l-ulema v Sarajevu, jmenován 23. září a uveden do úřadu 15. listopadu

### Ulema-medžlis v Sarajevu (Rijaset bez reisu-l-ulemy)
- 1882 založení Ulema-medžlisu
  - 1882–1883 Hasan-efendija Pozderac Adilagić (?–1883), zemřel ve funkci islámského roku 1300 (1882/1883)
  - 1882–1899 Mehmed Nezir-efendija Škaljić (1844–1905), rezignoval, od roku 1899 starostou Sarajeva
  - 1882–1887 Nur-efendija Hafizović (?–1921), od roku 1887 přidělen k Vrchnímu šarí‘atskému soud v Sarajevu
  - 1882–1891 Husein-efendija Ibrulj (?–1891), zemřel ve funkci
  - doplňující volba: 1883–1902? Sabit-efendija Smailbegović Tešnjak (?–?), nahradil Pozderce Adilagiće
  - doplňující volba: 1887–1903? Nezir-efendija Zildžić (?–1917), nahradil Hafizoviće
  - doplňující volba: 1892–1904 Ahmed-efendija Dizdar (?–1904), nahradil Ibrulje, zemřel ve funkci
  - doplňující volba: 1899–1910 hadži Ahmed Munib-efendija Korkut (1848?–1925), nahradil Škaljiće
  - doplňující volba: 1905–1910 hadži háfiz Šakir-efendija Pandža (1851–1918)
  - doplňující volba: 1905–1910 hadži Mehmed Džemaluddin-efendija Čaušević (1870–1938)
- 1909 (Statut samosprávy v islámských náboženských a vakufsko-meárifských záležitostech v Bosně a Hercegovině: řádné volby)
  - 1910–1920 háfiz Mahmud-efendija Udžvarlić (?–1920)
  - 1910–1928 Ali-efendija Abdurrezak-Rezaković/Abdurezaković (?–1928)
  - 1910–1914 Omer-efendija Zukanović (?–1914)
  - 1910–1930 háfiz Mehmed Teufik-efendija Okić (1866/1870–1932)
    - doplňující volba: 1914–1920 Muhamed Hifzi-efendija Muftić (1872–1920)
    - doplňující volba roku 1920, vybráni Bahtijarević a Kadić, ale do funkce státem jmenován prorežimní Ibrahim-efendija Fejić, ten ale funkci odmítl, nakonec byli jmenováni kurií islámských duchovních navržení kandidáti
    - doplňující volba: 1920–1930 Mahmud-efendija Bahtijarević (kolem 1874–?)
    - doplňující volba: 1920–1928 Ali-efendija Kadić (1868–1928), zemřel ve funkci
    - doplňující volba: 1928–1930 háfiz Mehmed Šaćir-efendija Mesihović (1876–1959)
    - doplňující volba: 1928–1930 háfiz Salih-efendija Sivčević (1885–1943)
- 1930 (Ústava Islámského náboženského společenství: řádné volby)
  - 1930–1936 Salim-efendija Muftić (1876–1938), předseda
  - 1930–1932 háfiz Mehmed Teufik-efendija Okić (1866/1870–1932)
  - 1930–1936 háfiz Mehmed Šaćir-efendija Mesihović (1876–1959)
  - 1930–1931 Osman-efendija Sikirić (?–?), požádal o umístění k Okresnímu (Srezskému) soudu v Bosenském Novém
  - doplňující volba: 1931–0000 Muhamed-efendija Semiz (1890–1943)
  - doplňující volba: 1933–1936 Muhamed Ševket-efendija Kurt (1879–1963)
- 1936 (Ústava Islámského náboženského společenství: volby), zrušeny úřady muftí, penzionováni všichni vysocí funkcionáři, muftí Ibrahim Hakki-efendija Čokić propuštěn bez nároku na penzi, zřízen sbor náměstků (naibski odbor) v čele s náibem
  - náib: 1936–1938 Fehim-efendija Spaho (1877–1942)
  - členové sboru náměstků: Muhammed Emin-efendija Dizdar (1882–1939), Muhammed-efendija Tufo (1882–1939), Hidajet-beg Kulenović (1889–1936), dr. Hamid Hadžiefendić, Osman-beg Osmanbegović, Omer-beg Rizvanbegović
- 1938 (volby)
  - 1938–1943 Mehmedalija Ali-efendija Ćerimović (1872–1943)
  - 1938–1945 Muhammed-efendija Pandža (1897–1962)
  - 1938–1945/9? háfiz Ibrahim-efendija Riđanović (1895–1989)
  - 1938–1945 hadži Ali-efendija Aganović (1902–1961)
- 1947–1959
  - složení Vrchního islámské rady starších v Bělehradě: reisu-l-ulema z Bosny a Hercegoviny, zástupce reisu-l-ulemy hadži Murad-efendija Šećeragić (1882–1979) ze Srbska, Xhevdet Pallaska (srbchor. Dževdet-efendija Palaska, 1914–1981) z Kosova, Vejsel-efendija Numan z Makedonie a Hasan-efendija Šlaković z Černé Hory
  - složení Ulema-medžlisu v Sarajevu: předseda Husein-efendija Talić (1878–1966, rezignoval 1958), Mustafa-efendija Ševa (1909–1976) a Zufer-efendija Bešlić (1909–1976)

### Vrchní šarí‘atský soud v Sarajevu
- 1879, resp. 1883–1887 Ragib-efendija Ćurčić (1824–1888), kádí u Vrchního soudu v Sarajevu
- 1879, resp. 1883–1884 Sunullah-efendija Sokolović (1815–1888), mufettiš (revizor) u Vrchního soudu v Sarajevu
  - doplňující volba: 1884–1899 Mehmed Nezir-efendija Škaljić (1844–1905), šarí‘atský nadsudí u Vrchního soudu v Sarajevu
  - doplňující volba: 1887–1906 Nur-efendija Hafizović (?–1921), šarí‘atský nadsudí u Vrchního soudu v Sarajevu
  - doplňující volba: 1899–1912 Hasan-efendija Hadžiefendić (?–1925), vrchní šarí‘atský soudce
  - doplňující volba: 1901–1908 Sulejman-efendija Šarac (1850–1927), vrchní šarí‘atský soudce
  - doplňující volba: 1908–1913 Mustafa-efendija Dubinović (?–1914), vrchní šarí‘atský soudce
- 1913 (reorganizace, tříčlenné kolegium[21])
  - 1913–0000 Mustafa-efendija Dubinović (?–1914)
  - 1913–1929 Salih-efendija Mutapčić (1864–1938)
  - 1913–1929 Ali Riza-efendija Prohić (1867–1942)
  - doplňující volba: 1918–1928 Jusuf Zija-efendija Midžić (1866–1928), od 1920 předseda
  - doplňující volba: 1928–1930 Hilmi-efendija Hatibović (1870–1944)
  - doplňující volba: 1929–1930 háfiz Abdulah Ajni-efendija Bušatlić (1871–1946)
  - doplňující volba: 1929–1930 Ibrahim-efendija Sarić (1882–1939)
- 1930 (volby)
  - 1930–1936 Hilmi-efendija Hatibović (1870–1944), předseda
  - 1930–1936 háfiz Abdulah Ajni-efendija Bušatlić (1871–1946)
  - 1930–1936 Ibrahim-efendija Sarić (1882–1939)
- 1936 (volby)
  - 1936–1938 Fehim-efendija Spaho (1877–1942), od 1936 předseda
  - 1936–1939? hadži Muhamed-efendija Mujagić (1876–1957), od 1938 předseda
  - 0000–1941? Abdullah-efendija Hadžić (–1968)
  - 0000–0000 Mehmedalija-efendija Hadžimahmutović
  - doplňující volba: 1938–1941 Galib-efendija Hafizović (?–1941), od 1940 předseda
  - doplňující volba: 1942–1945 Ibrahim-efendija Mehinagić (1894–1976), předseda
  - doplňující volba: 1944–1946 Abdulah Škaljić (1904–1967)
  - doplňující volba: 1945–1946 Mustafa-efendija Ševa (1909–1976)

### Vakufský ředitel
- 1909–1919 Šerif Arnautović (1875–1935)
- 1920–1921 pověřen výkonem funkce Mahmud-efendija Bahtijarević (kolem 1874–?)
- 1921–1927 pověřen výkonem funkce Adil-efendija Smailbegović (1865–1940)
- 1927–1928 pověřen výkonem funkce Mustafa-efendija Islamović (1880–1971)
- 1928–1931 Husejn Kadić (1879–1966)
- 1931–1933 Šerif Arnautović (1875–1935)
- 1933–1934 pověřen výkonem funkce hadži Ahmed-efendija Borić (?–1961)
- 1934–1936 pověřen výkonem funkce Nasih-efendija Repovac (1891–1977)
- 1936–1936 pověřen výkonem funkce Hidajet-beg Kulenović (1889–1936)
- 1936–1940 pověřen výkonem funkce dr. Hazim Muftić (1906–1974)
- 1940–1946 dr. Hazim Muftić
- 1946–1949? hadži Sulejman-efendija Kemura
- 1949–1959 Hamid Kukić

### Banjalucký muftí
- 0000–0000
- 1883–1891? hadži Ibrahim-efendija Bajrić
- 1891–1912 Ibrahim-efendija Alihodžić (1846–1912)
- 1912–1914 úřad neobsazen
- 1914–1925 Muhamed Ševket-efendija Kurt (1879–1963)
- 1925–1930 hadži háfiz Ibrahim-efendija Maglajlić (1861–1936)
- 1930–1935 Sadik-efendija Džumhur (1850–1940)
- 1935–1936 háfiz Mustafa-efendija Nurkić (1888–1966), roku 1936 úřad zrušen
- 1960–1976 háfiz Mehmed-efendija Zahirović (1910–1997), hlavní imám pro oblast Banja Luky, od 1969 muftí
- 1976–1993
- 1993–1998 hadži Ibrahim-efendija Halilović (1946–1998)
- 1999–2014 Edhem-efendija Čamdžić (* 1947)
- 2014–2018 dr. Osman-efendija Kozlić (* 1966)
- 2018–0000 Nusret-efendija Abdibegović (* 1957)

### Bihaćský muftí[22]
V 60. letech 19. století bylo z jeho působnosti vyjmuto území kolem Cazinu, které mělo vlastního muftího (60.–80. léta 19. století). Po rakousko-uherském záboru v Cazinu úřadoval Husein-efendija Adilagić Pozderac (zemřel 1883). Až do schválení Statutu roku 1909 úřad zůstal uprázdněn, pak byl zrušen a opět převzat bihaćským muftím.
- 0000–0000 Numan-efendija (?–1869), syn Ibrahimův
- 0000–0000 ?
- 1883–1885 háfiz Ahmed Sabit-efendija Ribić (1845–1907)
- 1885–1887 háfiz Sulejman-efendija Šarac (1850–1927)
- 1888–1914 hadži háfiz Jusuf-efendija (Zijauddin) Jahić (1853–1928)
- 1921–1930 háfiz Abdullah-efendija Moranjak (1885–1964), roku 1930 úřad zrušen
- 1993–2019 Hasan-efendija Makić (* 1955), roku 1993 úřad obnoven
- 2019–0000 Mehmed-efendija Kudić (* 1969)

### Goraždanský muftí
- 1994–2014 Hamed-efendija Efendić (* 1954)
- 2014–0000 Remzija-efendija Pitić (* 1969)

### Mostarský muftí
- 1857–1878 Mustafa Sidki-efendija Karabeg (1832–1878)
- 1878–1883 Ahmed Šaćir-efendija Džabić (1832–1878)
- 1883–1900 Ali Fehmi-efendija Džabić (1853–1918), syn Ahmeda Šaćir-efendiji
- 1900–1917 hadži Abdullah Sidki-efendija Riđanović (1844–1917)
- 1917–1928 Mehmed Šaćir-efendija Mesihović (1876–1959)
- 1929–1936 Omer Besim-efendija Džabić (1882–1965), synovec Ali Fehmi-efendiji, roku 1936 úřad zrušen
- 1959–1976 Zufer-efendija Bešlić (1909–1976), hlavní imám pro oblast Mostaru, od 1969 muftí
- 1976–1980
- 1980–2014 hadži Seid-efendija Smajkić (* 1947)
- 2014–0000 Salem-efendija Dedović (* 1976)

### Sarajevský muftí
- 1826–1830 Muhamed Šakir-efendija Muidović (?–1859)
- 1830–1832 Mustafa-efendija, v Bosně nepobýval a úřad nevykonával
- 1832–1855/56 Muhamed Šakir-efendija Muidović (?–1859)
- 1855/56–1882 Mustafa Hilmi-efendija Hadžimerović (1816–1895)
- 1882–1909 funkci zastával reisu-l-ulema
- 1909–1914 úřad neobsazen
- 1914–1930 Salim-efendija Muftić (1876–1938), syn Mustafy Hilmi-efendiji Hadžimeroviće
- 1930–1936 Salih-efendija Svrzo (1873–1944), roku 1936 úřad zrušen
- 1959–1961 háfiz Esad-efendija Sabrihafizović (1891–1971), hlavní imám pro oblast Sarajeva
- 0000
- 1993–2014 Husein-efendija Smajić (* 1952)
- 2014–2021 dr. Enes-efendija Ljevaković (* 1959)
- 2021–0000 dr. Nedžad Grabus (* 1968)

### Travnický muftí[23]
- 18??–1820 Mustafa Enisi Čohadžić (?–1820)
- 1820–1830 Mahmud Hamid
- 1830–1877 Derviš Muhamed-efendija (Sidi) Korkut (?–1877)
- 1877–1914 Muhamed Hazim-efendija Korkut (1824–1920), syn Derviše Muhamed-efendiji, zvaný též Munib, event. Asim, Hašim
- 1914–1927 šajch háfiz Husnija-efendija Numanagić (1853–1931), Muhamed Seid-efendija Serdarević pro nemoc úřad odmítl
- 1927–1929 Mustafa Sakib-efendija Korkut (1884–1929), synovec Muhameda Hazim-efendiji
- 1929–1930 Derviš-efendija Korkut (1888–1969), synovec Muhameda Hazim-efendiji, roku 1930 úřad zrušen
- 1959– Naim-efendija Hadžiabdić (1918–1987), hlavní imám pro oblast Bugojna, od 1969 muftí
- 0000
- 1993–2014 Nusret-efendija Abdibegović (* 1957)
- 2014–0000 dr. Ahmed-efendija Adilović (* 1964)

### (Dolno)Tuzlanský muftí
- 1876–1883? Ibrahim-efendija Muftić-Ganibegović Gračanlija (?)
- 1883–1887 Mehmed Teufik-efendija Azabagić (1838–1918)
- 1888–1907 hadži Muhamed Hakki-efendija Čokić (1844–1907)
- 1907–1914 úřad neobsazen
- 1914–1925 hadži háfiz Ibrahim-efendija Maglajlić (1861–1936)
- 1925–1933 Muhamed Šefket-efendija Kurt (1879–1963)
- 1933–1936 hadži Ibrahim Hakki-efendija Čokić (1871–1948), roku 1936 úřad zrušen
- 1959–1987 hadži háfiz Husein-efendija Mujić (1918–1994), hlavní imám pro oblast Tuzly, od 1969 muftí
- 1987–1993 ???
- 1993–2012 Husein-efendija Kavazović (* 1964)
- 2013–0000 Vahid-efendija Fazlović (* 1963)

### Zenický muftí
- 1993–1997 háfiz Halil-efendija Mehtić (* 1953)
- 1998–2019 Ejub-efendija Dautović (* 1955)
- 2019–0000 Mevludin-efendija Dizdarević (* 1974)

### Vojenský muftí
- 1999–2014 Ismail-efendija Smajlović (* 1964)
- 2014–0000 Hadis-efendija Pašalić (* 1966)

### Tešanjský muftí
- 0000–0000 Sabit-efendija Smailbegović
- 1878?–1904 Mesud-efendija Smailbegović (1834–1904), event. jako Mehmed, bratr Sabitův

### Rogatický muftí
- 0000–0000 hadži Ahmed-efendija Škalić/Škaljić (zemřel. 1898)

### Předseda Mešihatu Islámského společenství v Chorvatsku (se sídlem v Záhřebu)
- 1988–2012 Šefko-efendija Omerbašić (* 1945), do roku 2001 mešihat zahrnoval i Slovinsko
- 2012–0000 dr. Aziz-efendija Hasanović (* 1965)

### Předseda Mešihatu Islámského společenství Sandžaku ⇒ od 2007 předseda Mešihatu Islámského společenství v Srbsku (se sídlem v Novém Pazaru)
- 1993–2007 Muamer-efendija Zukorlić (1970–2021), po rozpadu soustátí Srbska a Černé Hory organizace působila jen v Srbsku

- 2007–2014 Muamer-efendija Zukorlić (1970–2021)
- 2014–0000 dr. Mevlud-efendija Dudić (* 1966)

### Předseda Mešihatu Islámského společenství v Černé Hoře ⇒ od 2003 reis Islámského společenství v Černé Hoře (se sídlem v Podgorici)
- 1994–2003 hadži Idris-efendija Demirović (* 1947)

- 2003–0000 Rifat-efendija Fejzić (* 1974), organizace vznikla pro neshody s muftím Muamer-efendijou Zukorlićem

### Předseda Mešihatu Islámského společenství ve Slovinské republice (se sídlem v Lublani)
- 2001–2005 Osman-efendija Đogić (* 1963)
- 2005–2006 Ibrahim-efendija Malanović, pověřen výkonem funkce

- 2006–2021 dr. Nedžad Grabus (* 1968)
- 2021–0000 Nevzet-efendija Porić (* 1977)

### Předseda Mešihatu Islámského společenství Bosňáků v Německu (se sídlem Wiesbadenu) ⇒ od 2018 muftí Islámského společenství Bosňáků v Evropě mimo mateřské země (se sídlem v Německu)
- 2007–2018 Pašo-efendija Fetić (* ?)
- 2018–2020 dr. Osman-efendija Kozlić (* 1966), odvolán

### Předseda Mešihatu Islámského společenství v Severní Americe (se sídlem ve Phoenixu)
- 2018–0000 dr. Sabahudin-efendija Ćeman (*?), od 2012 hlavní imám

### Předseda Mešihatu Islámského společenství Bosňáků v Austrálii (se sídlem v Sydney)
- 2018–0000 Jasmin-efendija Bekrić (* 1965), od 2016 hlavní imám, 2021–2022 dočasně suspendován kvůli podezření ze zpronevěry[24]

## Věstník
Islámské společenství od roku 1933 vydává informativní věstník, který v průběhu času pozměňoval svůj název:
- 1933–1936 Glasnik Vrhovnog starješinstva Islamske vjerske zajednice Kraljevine Jugoslavije
- 1936–1941 Glasnik Islamske vjerske zajednice Kraljevine Jugoslavije
- 1941–1945 Glasnik Islamske vjerske zajednice Nezavisne države Hrvatske
- 1950–1963 Glasnik Vrhovnog islamskog starješinstva u FNRJ
- 1963–1989 Glasnik Vrhovnog islamskog starješinstva u SFRJ
- 1990–1992 Glasnik Rijaseta Islamske zajednice u SFRJ
- 1994–1996 Glasnik Rijaseta Islamske zajednice u Republici Bosni i Hercegovini
- 1997–0000 Glasnik Rijaseta Islamske zajednice u Bosni i Hercegovini

Jeho redaktory od roku 1933 byli následující:
- 1933–1936 Derviš Korkut
- č. 7–9 1936 Fehim Spaho
- 1936–1945 Alija Nametak
- 1950–1954 Hamid Kukić
- 1954–1957 Sulejman Kemura
- 1958–1961 Hamid Kukić
- 1962–1963 Ešref Berberović
- 1964–1968 Muhamed Hazim Tulić
- 1969–1976 Ešref Berberović
- 1976–1989 Abdurahman Hukić
- 1990–1992 Fikret Karčić
- 1994–2002 Mehmedalija Hadžić
- 2002–2003 Senahid Bristrić
- 2004–2005 Husein Smajić
- 2005–2012 Mehmedalija Hadžić
- 2012–0000 Mustafa Prljača